# Karl Schönewald
Karl Schönewald (* 4. April 1878 in Hannover; † 3. Februar 1964 in Bremerhaven) war ein deutscher Jurist und Oberbürgermeister von Lehe.

## Biografie
Schönewald war der Sohn des Generaldirektors der Deutschen Asphaltwerke. Er studierte Rechtswissenschaften an der Universität Tübingen, der Universität München und der Universität Göttingen, an der er zum Dr. jur. promovierte. Danach war er bei einer Kommunalverwaltung in Brandenburg tätig.
1908 wurde er Syndikus und Vertreter des Bürgermeisters der damals selbständigen Gemeinde Lehe. Seine wichtigsten Aufgaben waren eine Lastenausgleichsregelung wegen der Schüler aus Bremerhaven, die Trennung des Fleckens Lehe vom Landkreis und der Zusammenschluss der Unterweserorte Lehe, Langen und Insum zu einer kreisfreien Stadt. 1916 wurde er Bürgermeister von Lehe. Während seiner Amtszeit wurde der Flecken Lehe 1920 zur Stadt und er erhielt die Amtsbezeichnung Oberbürgermeister. Er war nun Mitglied der Deutschen Volkspartei (DVP). Er sprach sich entschieden gegen eine Verschmelzung der preußischen Städte Lehe und Geestemünde zur neuen Stadt Wesermünde aus, die trotzdem 1924 erfolgte. Dadurch erschwerte sich seine Position in der DVP, die diese Verschmelzung unterstützte. So musste er 1924 sein Amt als Oberbürgermeister aufgeben.
1924 wurde er Geschäftsführer der Handelskammer Bremerhaven, einer Zweigstelle der Handelskammer Bremen. Er fungierte als Hilfsrichter an den Amtsgerichten Bremerhaven und Wesermünde. Von 1933 bis 1945 war er Direktor der Straßenbahn Bremerhaven – Wesermünde AG. Er war Vorsitzender des Bauernhausvereins Lehe und engagierte sich im Bereich der Heimatforschung.